# Pou artesià

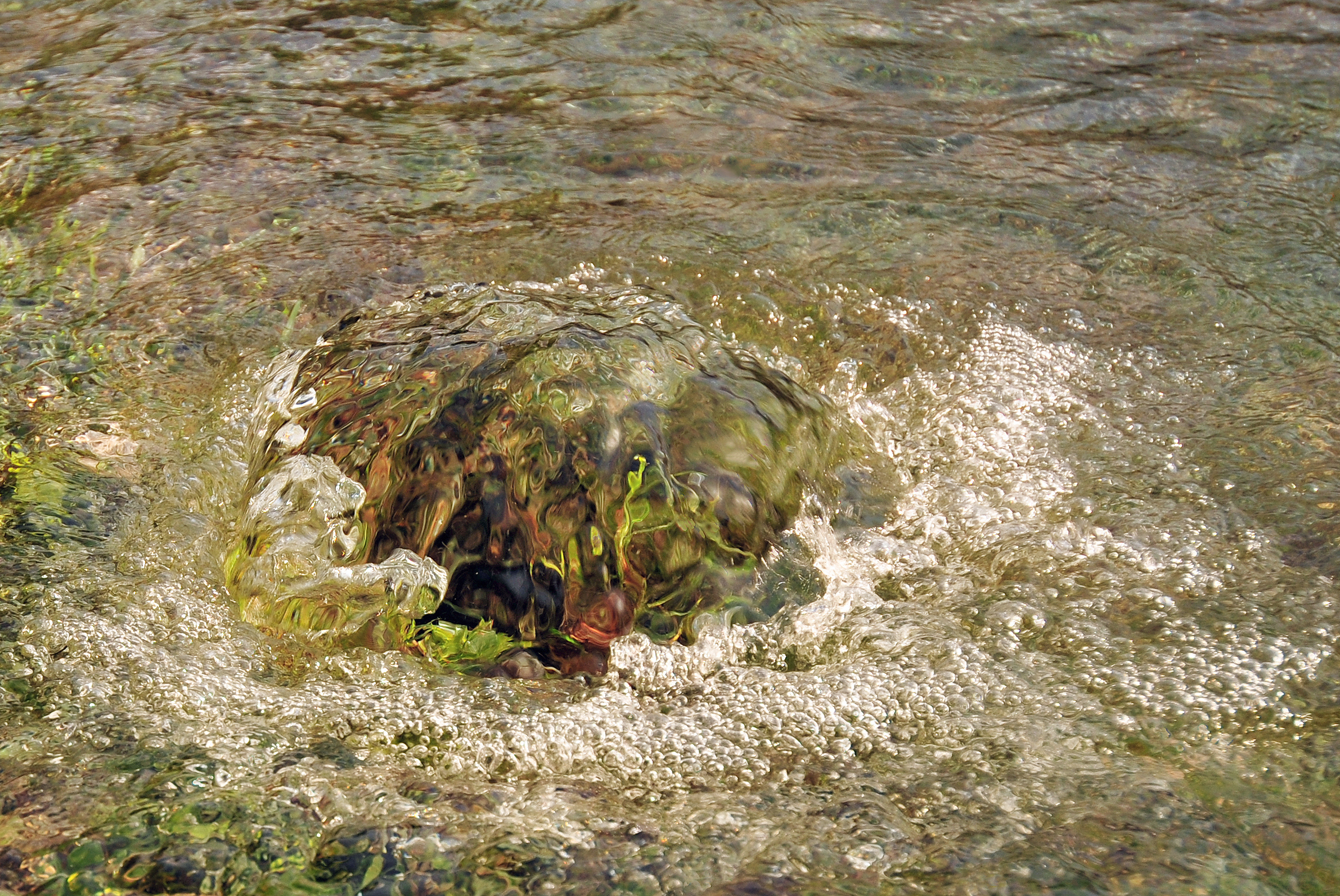
Pou artesià

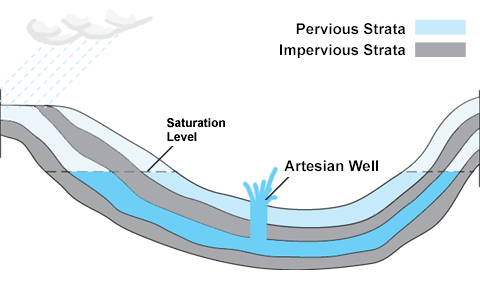
Diagrama d'un pou artesià

Pou artesià de la regió francesa de Béthune-Lillers

Un pou artesià és un tipus de pou del qual l'aigua (o un altre fluid com el petroli) emergeix espontàniament: l'aigua subterrània arriba directament a la superfície sense cap auxili mecànic (sense una bomba submergida) perquè l'aigua tendeix a sorgir per efusió fins a la cota de la línia piezomètrica (la qual sovint es troba sota el nivell del terra).
Les conques artesianes es consideren que són aquells aqüífers a pressió (amb gran recollida d'aigua subterrània), en general, alimentades per infiltració d'aigua de pluja al subsol.

## Algunes conques artesianes
- La Gran conca artesiana d'Austràlia és la més gran del món; té l'aigua a una fondària mitjana de 1.500-2.000 metres i hi ha uns 6.000 pous artesians.

- Al riu Nil, a la zona del desert de Líbia, hi ha moltes surgències artesianes que formen multitud d'oasis.

Al segle xii, els monjos de l'orde de la Cartoixa varen excavar aquest tipus de pous durant l'edat mitjana a la regió francesa d'Arràs (Artois), lloc d'on prenen el nom.
Els pous artesians més antics s'han trobat a Síria i Egipte. Al desert del Sàhara s'usen per alimentar els oasis.

## Galeria fotogràfica

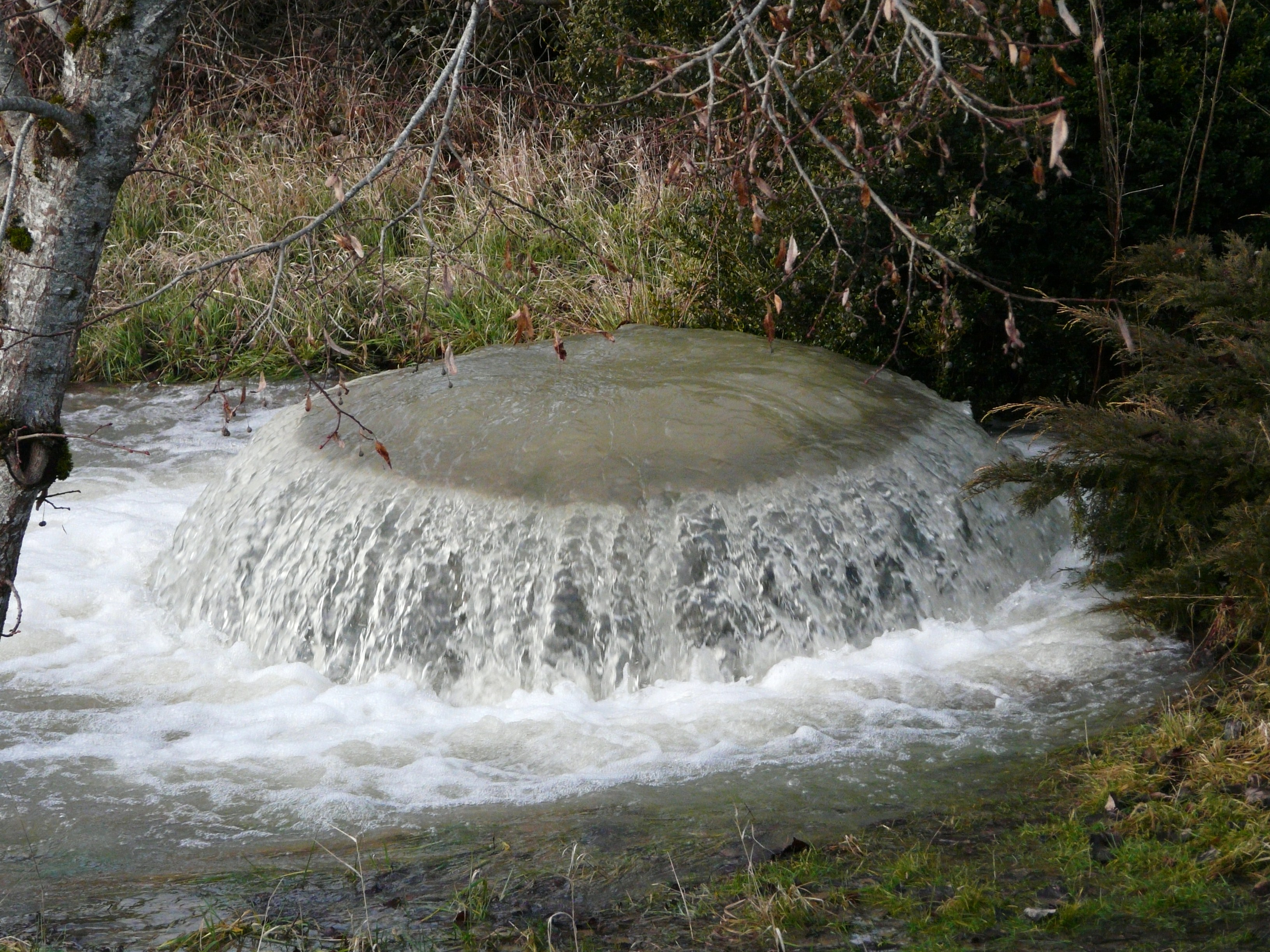
emergència artesiana a Bontemps (França)
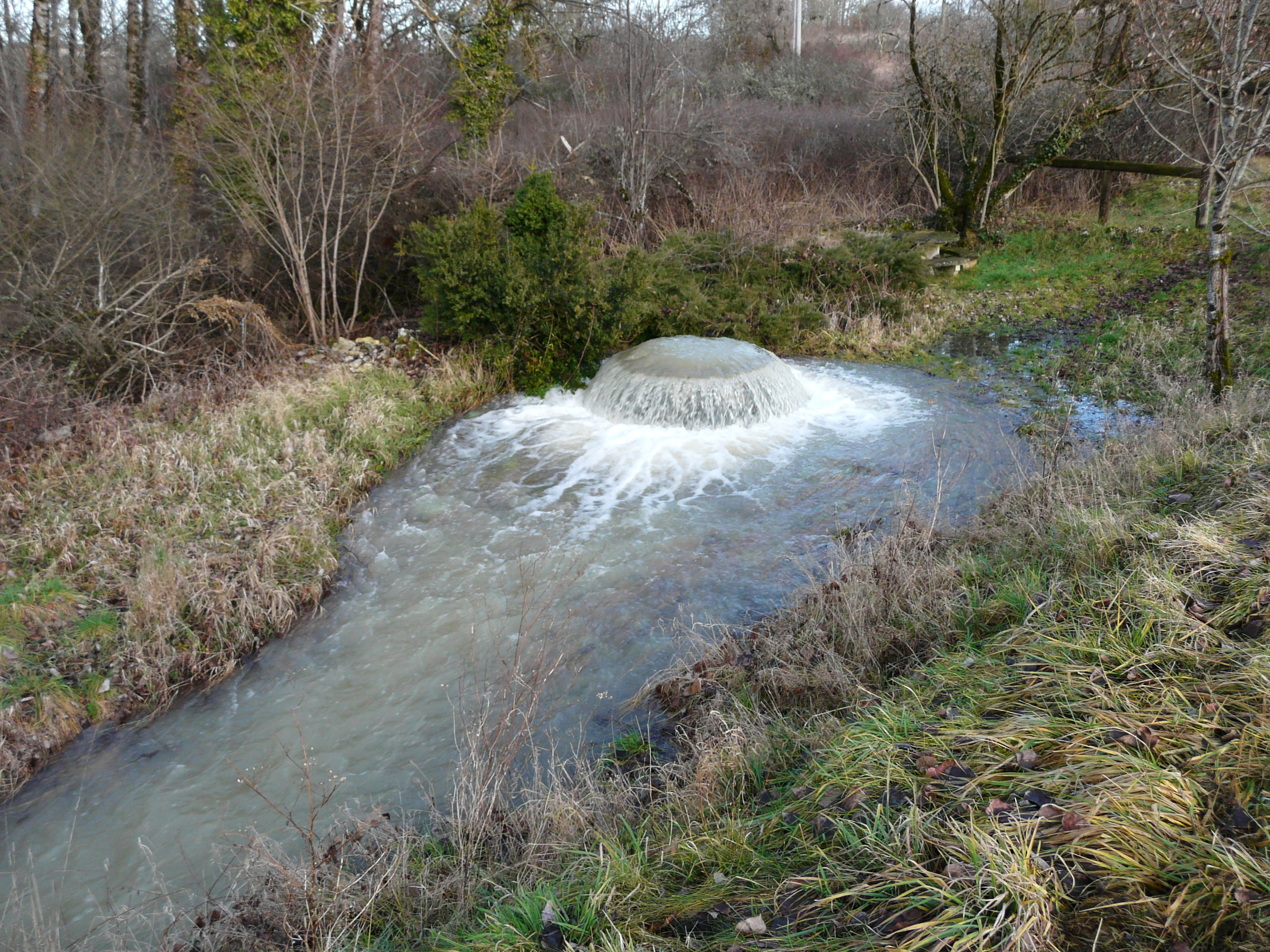
Després de fortes pluges
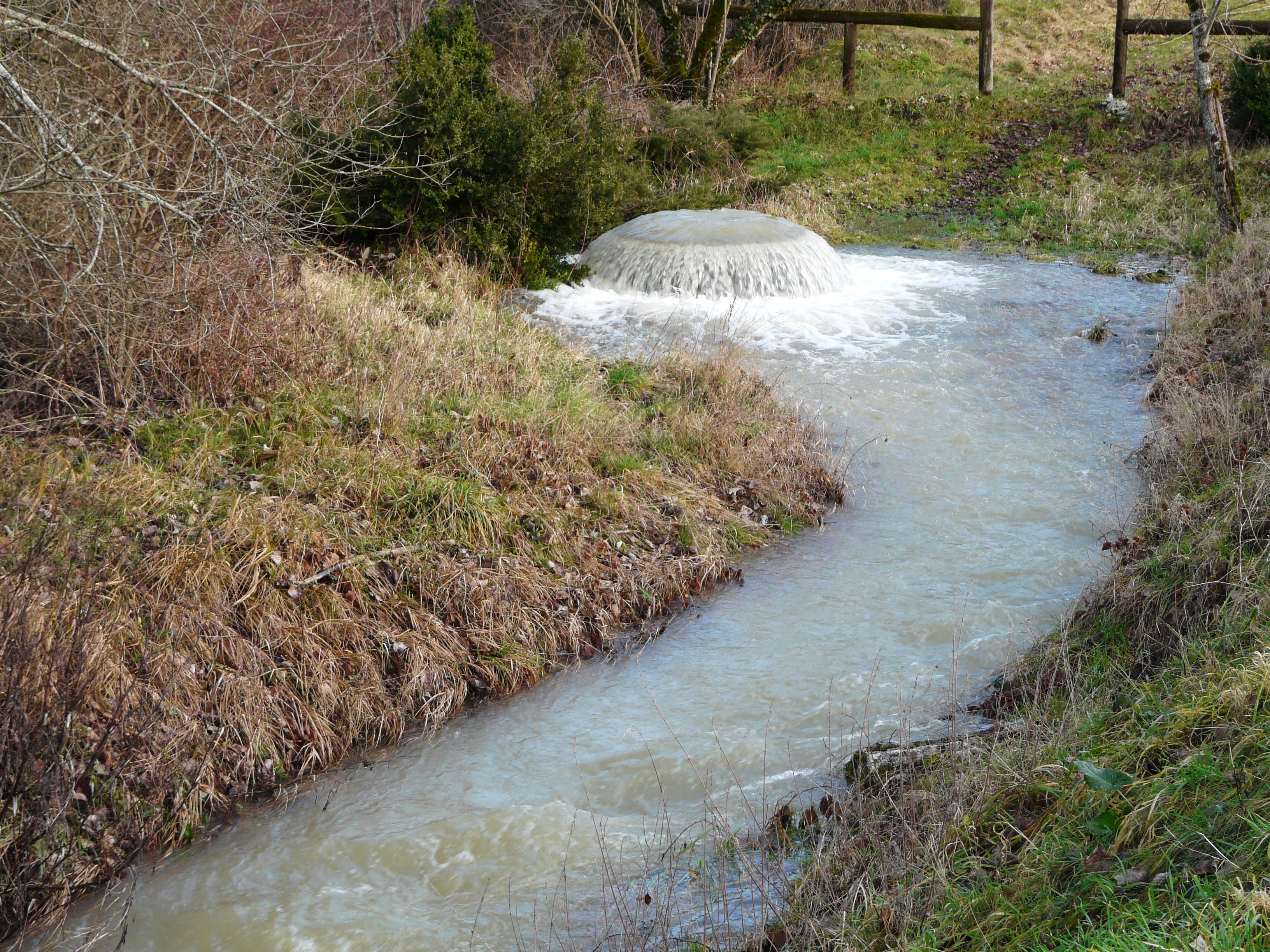
Blâme
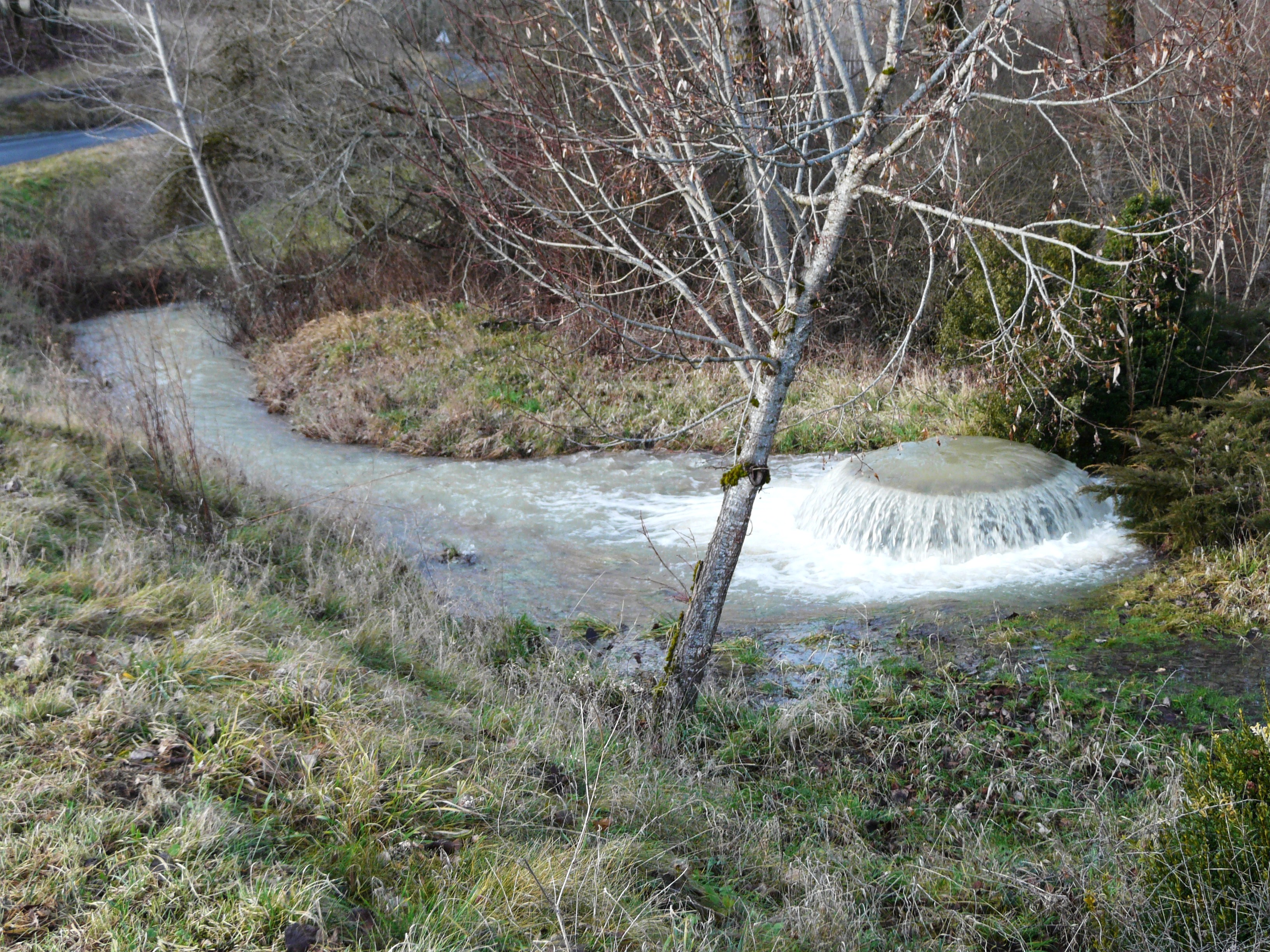
Brouchaud, Dordogne